# بقعة ضوء (مسلسل)
بقعة ضوء،مسلسل سوري اجتماعي، يعرض قصص منفصلة في حلقات درامية وكوميدية متنوعة للحياة العامة، كما يسلط على الخلافات السياسية في سوريا بشكل ناقد. بدأ بث المسلسل منذ عام 2001 ومكون من 15 جزء حتى الآن.
يعتبر هذا العمل واحد من أنجح الأعمال السورية، وشارك فيه عدد كبير من نخبة الممثلين السوريين،كما تعتبر شارة البداية من أشهر شارات المسلسلات وأكثرها انتشاراً وما زالت حلقات المسلسل تبث في معظم الفضائيات العربية.

## مواسم العرض
- 2001: الموسم الأول
- 2002: الموسم الثاني
- 2003: الموسم الثالث
- 2004: الموسم الرابع
- 2005: الموسم الخامس
- 2008: الموسم السادس
- 2010: الموسم السابع
- 2011: الموسم الثامن
- 2012: الموسم التاسع
- 2014: الموسم العاشر
- 2015: الموسم الحادي عشر
- 2016: الموسم الثاني عشر
- 2017: الموسم الثالث عشر
- 2019: الموسم الرابع عشر
- 2022: الموسم الخامس عشر[4]

## تأليف بقعة ضوء
قام بوضع فكرة المسلسل أيمن رضا وباسم ياخور ومن أبرز الكتاب المشاركين في كتابته د.ممدوح حمادة، دلع الرحبي، حازم سليمان، مازن طه، رافي وهبي، خالد حيدر، عدنان الزراعي، سعيد جاويش.
- الجزء العاشر رولا العاقل (سيناريو وحوار)

## مخرجو بقعة ضوء
شهد بقعة ضوء تغيير مستمر في المخرجين وهم على نحو التالي:
- الليث حجو الموسم الأول-الثاني-الرابع
- ناجي طعمي الموسم الثالث-السابع
- هشام شربتجي الموسم الخامس
- سامر برقاوي الموسم السادس
- عامر فهد الموسم الثامن - التاسع - العاشر
- سيف الشيخ نجيب الموسم الحادي عشر - الثاني عشر - الرابع عشر
- فادي سليم الموسم الثالث عشر

## الفنانون المشاركون
| - أيمن رضا - باسم ياخور - مصطفى دياب - أمل عرفة - بسام كوسا - وفاء موصللي - أندريه سكاف - ليلى جبر - لينا حوارنة - حسن عويتي - شكران مرتجى - محمد خير الجراح - سامر المصري - فرح بسيسو - خالد القيش | - جلال شموط - وائل رمضان - عبد الحكيم قطيفان - عابد فهد - فادي صبيح - رافي وهبي - عبد المنعم عمايري - كاريس بشار - سوسن أرشيد - مكسيم خليل - أدهم مرشد - ديمة قندلفت - مانيا نبواني - نادين سلامة - نضال سيجري - نضال نجم - باسل خياط | - محمد خاوندي - غسان عزب - بشار إسماعيل - معن عبد الحق - رنا الأبيض - فوزي بشارة - علي كريم - جمال العلي - فهد النجار - عبد الرحمن عيد - نزار أبوحجر - وائل شرف - روعة ياسين - سليم صبري - عمر حجو - جرجس جبارة | - نجاح العبد الله - محمد قنوع - فهد السكري - عبد الرحمن حمود - يارا صبري - جهاد سعد - إياد أبو الشامات - رباب كنعان - بسام لطفي - رياض شحرور - رنا جمول - هدى شعراوي - محمد حداقي | - كاريس بشار - عاصم حواط - نبال الجزائري - قصي خولي - مها المصري - وائل أبو غزالة - ديما بياعة - سلمى المصري - رفيق سبيعي - حسام تحسين بك - خالد تاجا - محمد أوسو - ناجي مخول - عباس النوري |

## كتاب بقعة ضوء
هنالك كتاب نقدي عن المسرح العربي من تأليف الدكتور رياض عصمت عام 1975 م بعنوان (بقعة ضوء) ولا علاقة للكتاب بالمسلسل لكنه يحمل نفس الاسم. انظر كتاب بقعة ضوء.

## وصلات خارجية
- بقعة ضوء على موقع IMDb (الإنجليزية)